# Keku-semau
Keku-semau bezeichnet in der altägyptischen Mythologie und Astronomie die Region der Finsterniszonen außerhalb der geschaffenen Welt. Insbesondere ist damit der Bereich vom Ort der „ewigen Finsternis“ bis hinein in die „Ur-Finsternis“ gemeint.

## Hintergrund
Die Keku-semau wird als „oberer Himmel“ verstanden, in welchem die Gottheit Nun beheimatet ist. Der obere Himmelsbereich beginnt nach dem Verlassen der Randzone Reteh-qabet. In dieser Ur-Finsternis befinden sich weder Sterne noch andere Himmelskörper, sondern nur die Dunkelheit, in welcher nur „die Urgewässer des Nun“ existieren.
Im Nutbuch wird die Keku-semau als Region beschrieben, in der die vier Himmelsrichtungen ihre Bedeutung verlieren, da es „der Ort ohne Richtungen ist“:

„Grenzen nach Süden, Norden, Westen und Osten sind (in Keku-semau) unbekannt. Diese sind im Nun festgemacht. Der Ba erhebt sich dort nicht. Jenes Land ist den Göttern und Verklärten unbekannt. Es ist überhaupt kein Licht dort. Jeder Ort ist leer von Himmel und leer von Erde. Das ist die gesamte Duat.“

Die mythologischen Vorstellungen der Ägypter kommen der modernen Auffassung des Weltalls sehr nahe, die besagen, dass dort die altbekannten Dimensionen der Erde, mit der Eingrenzung auf die drei Dimensionen Länge, Breite und Höhe, ihre alleinige Gültigkeitsdefinition verloren haben.